# 前田正子
前田 正子（まえだ まさこ、旧姓西山、1960年 - ）は、元横浜市副市長。甲南大学マネジメント創造学部教授。

## 来歴
大阪府出身。1982年、早稲田大学教育学部を卒業し、松下幸之助が創設した松下政経塾に入塾（第3期生）。同期に松沢成文（前神奈川県知事）、笹木竜三（民主党衆議院議員）、鈴木淳司、古山和宏、本間正人らがいる。卒塾後、松下政経塾の職員を務める。
1992年、生後半年の長男を伴い、一家でアメリカ合衆国に移住。ノースウェスタン大学ケロッグ経営大学院に留学する。1994年に帰国後、ライフデザイン研究所（現第一生命経済研究所）で研究職に就き、母親の立場から保育制度、育児支援制度の研究に従事した。また慶應義塾大学大学院商学研究科後期博士課程に入学し、2002年に修了（博士号を取得）。
2003年、松下政経塾の後輩である横浜市長の中田宏の要請を受け、横浜市副市長に就任（～2007年）。退任後、甲南大学マネジメント創造学部教授に着任。
2009年、内閣府地域主権戦略会議構成員に就任（～2012年）。

## 著作
- 『保育園は、いま みんなで子育て』岩波書店 1997年
- 『少子化時代の保育園 いま、何を変えるべきか』岩波ブックレット 1999年
- 『子育ては、いま 変わる保育園、これからの子育て支援』岩波書店 2003年
- 『子育てしやすい社会 保育・家庭・職場をめぐる育児支援策』ミネルヴァ書房 2004年
- 『福祉がいまできること 横浜市副市長の経験から』岩波書店 2008年
- 『みんなでつくる子ども・子育て支援新制度 子育てしやすい社会をめざして』ミネルヴァ書房 2014
- 『保育園問題 待機児童、保育士不足、建設反対運動』中公新書 2017
- 『大卒無業女性の憂鬱 彼女たちの働かない・働けない理由』新泉社 2017

### 共著
- 『日本の地域経済とアジア』梶原弘和共著 日本評論社 1992

### 翻訳
- P.コトラー , I. レイン, D.H.ハイダー『地域のマーケティング』井関俊幸,千野博共訳 東洋経済新報社 1996

## 論文
- 「『全国子育てマップ』に見る保育の現状分析」　国立社会保障・人口問題研究所編『少子社会の子育て支援』東京大学出版会　2002年
- 「ファミリーフレンドリーな職場と労働組合の役割」『日本労働研究雑誌』No.503 2002年6月号 日本労働研究機構